# Graukopfalbatros

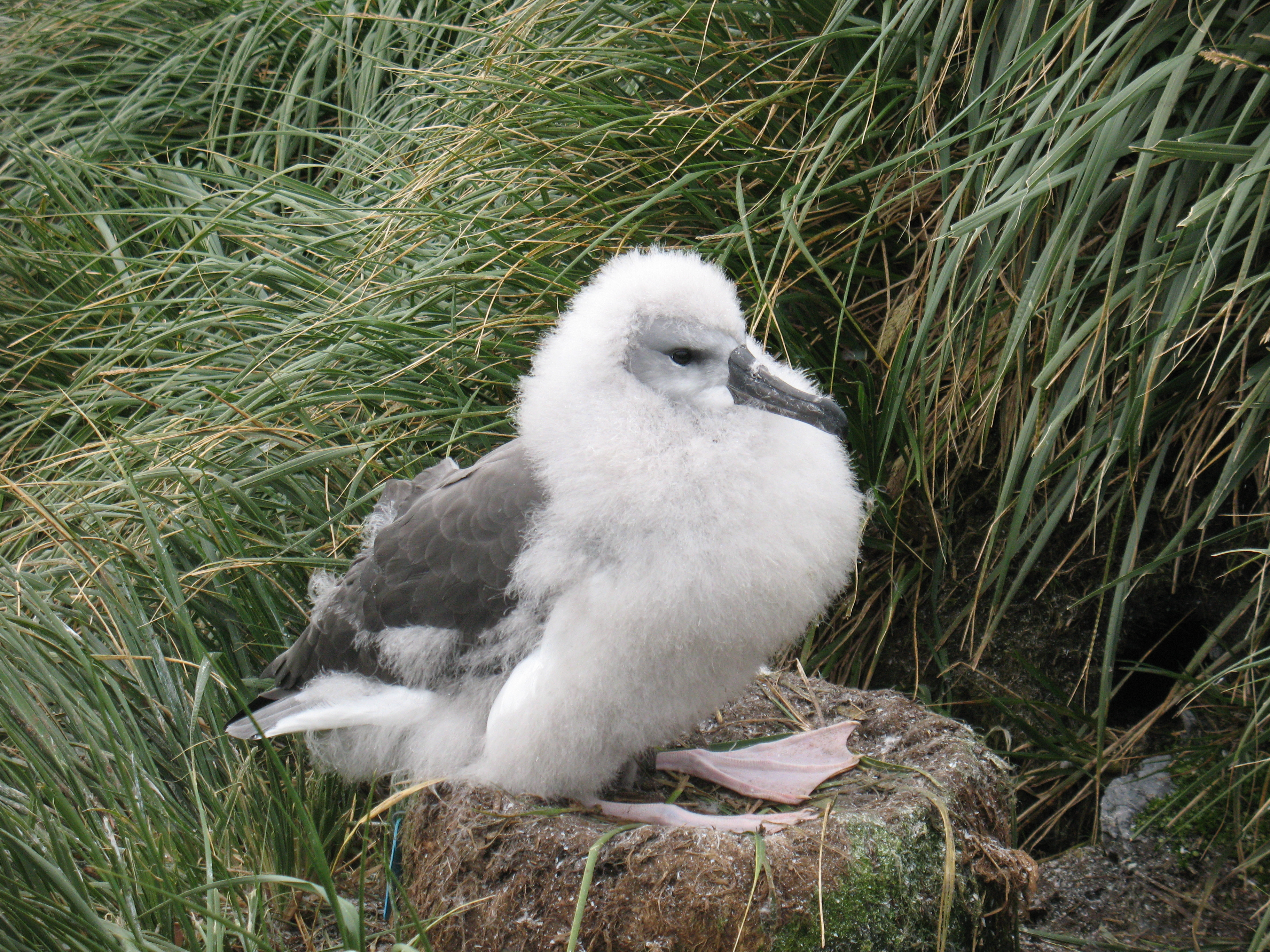
Jungvogel des Graukopfalbatrosses

Der Graukopfalbatros (Thalassarche chrysostoma) ist ein zu den Albatrossen gehörender Brutvogel der Subantarktis und der maritim-antarktischen Zone. Er gehört zu den kleineren Albatrossen. Die Art wird von der IUCN als gefährdet („vulnerable“) eingestuft.

## Erscheinungsbild
Der Graukopfalbatros erreicht eine Körperlänge von 70 bis 85 Zentimetern und eine Flügelspannweite von 200 bis 215 Zentimetern. Das Gewicht beträgt 2,6 bis 4,35 Kilogramm. Weibchen sind im Mittel etwas kleiner und leichter als die Männchen. Ansonsten besteht kein auffälliger Sexualdimorphismus.
Graukopfalbatrosse sind generell kompakt gebaut. Auf Grund ihres schwarz-weißen Gefieders und dem grauen Kopf bestehen Verwechslungsmöglichkeiten nur mit jungen Schwarzbrauenalbatrossen und Campbell-Albatrossen. Unterscheidungsmerkmale im Flugbild sind die kürzeren und schlankeren Flügel, der rundlichere Kopf und der kürzere Hals.
Bei adulten Graukopfalbatrossen sind Kopf und Hals grau, die Flügeloberseite ist rauchbraun, der Schwanz ist dunkelgrau, Unterseite und Oberschwanzdecken sind weiß. Der Schnabel ist glänzend schwarz mit einer leuchtend gelben Linie auf Unter- und Oberschnabel. Die gelbe Linie auf dem Oberschnabel verengt sich dabei in Richtung Schnabelspitze. Beim Unterschnabel ist die gelbe Zeichnung an der Schnabelbasis breit und läuft im vorderen Viertel des Schnabels aus.
Jungvögel weisen gleichfalls einen grauen Kopf auf, jedoch sind Stirn und Wangen heller gefärbt. Der Schnabel ist dunkel graubraun bis braunschwarz. Die Unterflügel sind noch dunkel.

## Verbreitungsgebiet
Die Brutgebiete des Graukopfalbatrosses liegen vor Feuerland, auf Südgeorgien, den Prinz-Edward-Inseln, Marion Island, den Crozetinseln, den Kerguelen,  Macquarie, auf den Aucklandinseln auf Enderby Island und auf Campbell Island. Außerhalb der Brutzeit hält sich der Graukopfalbatros überwiegend über kühlen Meeresgewässern auf. In der Region des Humboldtstroms erreicht der Graukopfalbatros gelegentlich den 15. südlichen Breitengrad. Auf ihren Streifzügen kommt die Art, wie fast alle Albatrosarten, zirkumpolar um die Antarktis im gesamten Südlichen Ozean vor. So sind sie zum Beispiel häufig im Gebiet der Drake-Passage und angrenzenden Meeresgebieten zu beobachten. Ein Graukopfalbatros aus Südgeorgien flog in nur 46 Tagen einmal um die Erde und umrundete die Welt danach gleich noch einmal, um während der Brutsaison das Küken mit Nahrung zu versorgen.

## Nahrung
Die Nahrung besteht aus Kopffüßern, Fischen sowie Krill und gelegentlich Aas. Die Art nimmt die Nahrung gewöhnlich von der Gewässeroberfläche auf, taucht aber manchmal auch flach. In der Nähe der Falklandinseln folgen Graukopfalbatrosse hin und wieder auch Schiffen – ein Verhalten, das in anderen Regionen nur sehr selten beobachtet wird.

## Fortpflanzung
Graukopfalbatrosse brüten im Alter von 13 Jahren erstmals erfolgreich. Die Fortpflanzungszeit beginnt gegen Ende September bis Oktober. Graukopfalbatrosse sind Koloniebrüter und bauen ihr Nest gewöhnlich an grasbewachsenen Rändern von Klippen. Sie sind häufig mit anderen Albatrossen vergesellschaftet. Das Nest besteht aus Erde, Gras und Wurzeln mit einer flachen Mulde in der Mitte. Das Gelege besteht aus einem Ei. Das Ei ist weißschalig mit feinen rotbraunen Flecken. Es wird 69 bis 78 Tage lang bebrütet. Der Jungvogel ist nach etwa 140 Tagen flügge. Beide Elternvögel sind an der Brut und der Aufzucht der Jungvögel beteiligt. Graukopfalbatrosse brüten nur jedes zweite Jahr.

## Belege

### Einzelbelege
1. ↑  Shirihai, S. 121
2. ↑  Galapagos of the Southern Ocean from Dunedin | Polar Cruises. Archiviert vom Original (nicht mehr online verfügbar) am 30. September 2018; abgerufen am 29. September 2018 (englisch).  Info: Der Archivlink wurde automatisch eingesetzt und noch nicht geprüft. Bitte prüfe Original- und Archivlink gemäß Anleitung und entferne dann diesen Hinweis.
3. ↑  Christian Walther: ANTARKTIS. 10. Auflage. Conrad-Stein-Verlag, 2018, ISBN 978-3-86686-965-3, S. 255.
4. ↑  Gefiederte Vielflieger: In 46 Tagen um die Welt. In: Spiegel Online. 17. Januar 2005 (spiegel.de [abgerufen am 19. September 2018]).
5. ↑  James McQuilken: Die Nebel der Zeit. Hrsg.: Rolf Stange. 1. Auflage. Spitzbergen.de, 2012, ISBN 978-3-937903-15-6, S. 137.
6. ↑  Shirihai, S. 122 und S. 123
7. ↑  Shirihai, S. 123